# Martin-chasseur à ailes bleues
Dacelo leachii
Espèce
Statut de conservation UICN

 LC  : Préoccupation mineure
Le Martin-chasseur à ailes bleues (Dacelo leachii) est une espèce d'oiseaux de la famille des Alcedinidae vivant dans le nord de l'Australie et le sud de la Nouvelle-Guinée.
Il doit son nom au zoologiste britannique William Elford Leach.

## Liste des sous-espèces
D'après la classification de référence (version 5.2, 2015) du Congrès ornithologique international, cette espèce est constituée des quatre sous-espèces suivantes (ordre phylogénique) :
- Dacelo leachii intermedia Salvadori, 1876 ; inclut superflua Mathews, 1918 ;
- Dacelo leachii cervina Gould, 1838 ;
- Dacelo leachii occidentalis Gould, 1870 ;
- Dacelo leachii leachii Vigors & Horsfield, 1827.

## Description
C'est l'un des plus petits oiseaux du genre Dacelo et mesure une quarantaine de centimètres de long. Il a l'œil plus clair, sans masque noir et les plumes des ailes plus bleues que les autres espèces de son genre. Le bec est puissant, foncé sur le dessus.

## Répartition et habitat
On le trouve au sud de la Nouvelle-Guinée et dans les zones humides de la moitié nord de l'Australie depuis le sud du Queensland jusqu'à la baie Shark en passant par le nord du Territoire du Nord. Il est beaucoup moins répandu que son proche cousin, le Martin-chasseur géant avec lequel il possède un morceau de territoire commun dans le Queensland.
Son habitat préféré est constitué par des forêts ouvertes d'eucalyptus mais il peut également fréquenter les surfaces des grandes fermes ou les jardins situés à la périphérie des villes.

## Mode de vie
Ce sont des oiseaux sédentaires, timides et difficiles à apercevoir. Ils possèdent un territoire dans lequel ils vivent en famille et d'où ils chassent tous les intrus.

## Alimentation
Il se nourrit de petits rongeurs, de petits reptiles, de grenouilles et d'insectes.

## Reproduction
Il niche d'août à janvier dans le creux d'un arbre ou dans une termitière. La femelle pond de un à quatre œufs qu'elle couve 24 jours.